# 第21海兵歩兵連隊 (フランス軍)
第21海兵歩兵連隊（だいにじゅういちかいへいほへいれんたい、21e régiment d'infanterie de Marine：21e RIMa）は、ヴァール県フレジュスに駐屯する、第6軽機甲旅団隷下のフランス陸軍の機械化歩兵連隊である。
兵種は歩兵、伝統的区分は海兵隊である。

## 沿革
- 1638年：海兵隊として創設される。
- 1669年：海兵連隊となる。
- 1854年：クリミア戦争に参加する。
- 1859年：インドシナサイゴン攻防戦に参加する。
- 1862年：フランス干渉戦争（リフォルマ内戦）、プエブラの会戦に参加する。
- 1885年：清仏戦争、インドシナにおいてチェン・クァンの戦いに参加。
- 1901年：第21海兵歩兵連隊として創設される。
- 1915年：第1次世界大戦、シャンパーニュ会戦に参加。
- 1916年：ソンムの戦いに参加。
- 1917年：アヌシー会戦に参加。
- 1918年：リーム会戦に参加。
- 1944年：コルマール会戦に参加。
- 1945年：リムーザン会戦に参加。終戦後、第一次インドシナ戦争に参加。（1954年まで）
- 1954年：アルジェリア戦争に参加。（1962年まで）
- 1980年：SissonneからFréjusに移駐する。
- 1990年：チャドに派遣。
- 1991年：湾岸戦争に参加。
- 1992年：ガボン、ルワンダ紛争に派遣。
- 1993年：ジブチ、ボスニア・ヘルツェゴビナ紛争に派遣。
- 1996年：中央アフリカに派遣。
- 1999年：マケドニア共和国に派遣。
- 2013年：セルヴァル作戦に参加。マリ共和国のトンブクトゥを第2外人落下傘連隊援護のもと制圧。

## 最新の部隊編成
- 連隊本部
- 本部管理中隊
- 第1中隊 - VAB
- 第2中隊 - VAB
- 第3中隊 - VAB
- 第4中隊 - VAB
- 偵察・支援中隊（1個偵察小隊、1個対戦車小隊、1個重迫撃砲小隊含む）
- 管理支援中隊（武器・車両・通信の整備など）
- 第1予備海兵訓練中隊
- 第2予備海兵訓練中隊

### 定員
- 連隊の人員構成は、約1,200名からなる。
- 約260台の車両を装備する。

## 主要装備
- GIAT BM92-G1
- FA-MAS
- FR-F2
- AAT-F1
- AA-52
- 12.7mm重機関銃
- RTF1 120mm迫撃砲
- LLR 81mm迫撃砲
- ERYX
- ミラン
- HOT
- VAB
- VAL
- P4
- TRM 2000
- TRM 4000
- GBC 180